# Homalodotheriidae

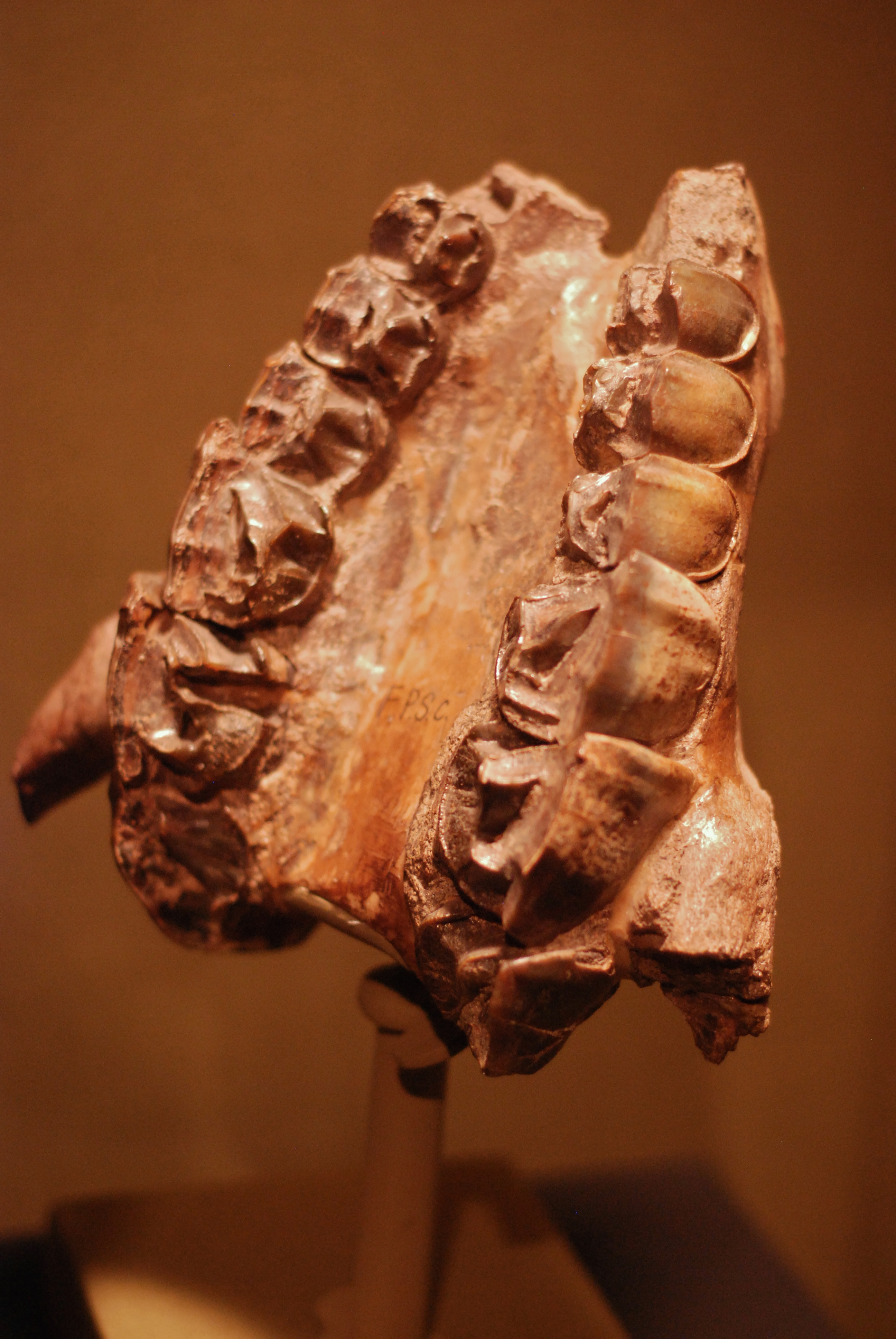
Paladar fósil de Homalodotherium cunninghami'. Museo de La Plata

Los homalodoterios (Homalodotheriidae) son una familia extinta del suborden Toxodonta, del orden, también extinto de ungulados sudamericanos Notoungulata perteneciente a los Meridiungulata.
Comprende cuatro géneros de notoungulados mamíferos del final del Eoceno al final del Mioceno de América del Sur.

## Generalidades
Los mamíferos originarios de Sudamérica, evolucionaron independientemente en dicha isla-continente.
Alrededor de 1900, Florentino Ameghino inició un catálogo que contiene clasificaciones, estudios, comparaciones y descripciones de más de 9.000 animales extinguidos, muchos de ellos descubiertos por él. Los notungulados incluyen más de 100 géneros agrupados en cuatro subórdenes. Los ungulados sudamericanos proporcionan un caso de aislamiento geográfico tan notable como el de los marsupiales en Australia. Los meridiungulados se conocen a menudo como los ungulados sudamericanos.
La radiación adaptativa de los ungulados paleocenos de América del Sur fue precoz y rápida, lo que dificulta encontrar un modelo filogenético lo suficientemente explicativo. Procedentes de pequeños y primitivos animales herbívoros sin competidores, evolucionaron independientemente y aislados del resto de los ungulados durante casi todo el extenso periodo del Cenozoico.
Muchos notungulados no eran mayores que conejos, pero algunos se parecían más a caballos o a hipopótamos. La mayoría de los notungulados tenía pezuñas, pero Homalodotherium poseía garras en los cuatro dedos de cada pata.
En América del Sur evolucionó una amplia gama de animales herbívoros con pezuñas, en completo aislamiento porque, en aquella época, América del Sur era una isla-continente como Australia.
Al contrario que en los toxodóntidos, los caninos de los homalodoterios no estaban desarrollados. Por la forma del cráneo se supone que desarrollaron una trompa como la de las saigas actuales y labios prensiles. Sus extremidades anteriores eran largas, y las posteriores, más cortas, con lo que abandonaron la posición cuadrúpeda. En las patas delanteras tenían garras enormes y curvadas, que probablemente usaban para agarrar las hojas de los árboles ya que eran ramoneadores en los bosques y es posible que se pusiesen de pie sobre sus patas traseras para alcanzar las ramas más altas. Sus miembros eran gruesos, por lo que no parece que pudiera alcanzar gran velocidad. los ejemplares más grandes medían 2 metros de longitud. 
Se les considera los equivalentes ecológicos en Sudamérica de los calicoterios. Debieron diversificarse para no entrar en competencia con los perezosos arborícolas y los perezosos terrestres gigantes.
Quizás usaba las garras para desenterrar raíces y bulbos jugosos o para agarrarse y trepar por el tronco de los árboles. Tal vez se incorporaban también sobre las patas traseras a fin de doblar ramas y comer hojas. 
Se ha comparado a los homalodoterios con caballos con garras. La comparación sin embargo no es demasiado apropiada. Si bien la cabeza y el cuerpo se parecían un poco a los del caballo, las extremidades eran pesadas y no servían para correr. Eran digitígrados. Pudieron valerse de sus patas y tener hábitos en común con los osos pandas actuales sentándose o incorporándose sobre sus cuartos traseros.